# Municipio de Richland (condado de Allegheny)
El municipio de Richland (en inglés, Richland Township) es una subdivisión administrativa del condado de Allegheny, Pensilvania, Estados Unidos. Según el censo de 2020, tiene una población de 11 942 habitantes.

## Geografía
Está ubicado en las coordenadas 40°38′38″N 79°57′29″O / 40.64389, -79.95806 (40.643975, -79.957954).

## Demografía
Según la Oficina del Censo en 2000 los ingresos medios por hogar en la región eran de $57,672 y los ingresos medios por familia eran de $67,471. Los hombres tenían unos ingresos medios de $50,699 frente a los $33,304 para las mujeres. La renta per cápita para la localidad era de $25,085. Alrededor del 5,0% de la población estaban por debajo del umbral de pobreza.
De acuerdo con la estimación 2015-2019 de la Oficina del Censo, los ingresos medios por hogar en la zona eran de $105,844 y los ingresos medios por familia eran de $121,797. El 7.4% de la población está en situación de pobreza.